# Choi Eun-sook
Choi Eun-sook (* 28. Februar 1986 in Gwangju) ist eine ehemalige südkoreanische Degenfechterin.

## Erfolge
Choi Eun-sook erzielte ihre internationalen Erfolge hauptsächlich im Mannschaftswettbewerb. Von 2011 bis 2014 gewann sie mit ihr zunächst viermal in Folge Silber bei den Asienmeisterschaften, ehe sie 2015 und 2016 den Titel gewann. Bei den Asienspielen 2006 in Doha und 2014 in Incheon gewann sie jeweils Mannschafts-Silber. Choi nahm an zwei Olympischen Spielen teil: 2012 in London schloss sie mit der Mannschaft den Wettbewerb auf dem Silberrang ab. Im Finale unterlag die südkoreanische Equipe China mit 25:39. Bei den Olympischen Spielen 2016 in Rio de Janeiro wurde sie mit der Mannschaft Sechste.